# 3'-ヌクレオチダーゼ
3'-ヌクレオチダーゼ(3'-nucleotidase、EC 3.1.3.6)は、化学反応を触媒する酵素である。
3'-リボヌクレオチド + 水{\displaystyle \rightleftharpoons }リボヌクレオシド + リン酸
従って、この酵素の2つの基質は3'-リボヌクレオチドと水、2つの生成物はリボヌクレオシドとリン酸である。
この酵素は、加水分解酵素、特にリン酸モノエステル加水分解酵素に分類される。系統名は、3'-リボヌクレオチド ホスホヒドロラーゼである。その他よく用いられる名前に、3'-mononucleotidase、3'-phosphatase、3'-ribonucleotidase等がある。
この酵素は、プリン代謝及びピリミジン代謝に関与している。